# Kelly Hunter (pallavolista)
Kelly Hunter (Omaha, 7 settembre 1994) è una pallavolista statunitense, palleggiatrice dell'Athletes Unlimited.

## Biografia
Figlia di Lori Melcher e Jeff Hunter, nasce a Omaha, in Nebraska. Sua madre giocava a pallavolo per la Nebraska, mentre sua sorella Lindsey giocava a pallavolo per la Missouri e la nazionale statunitense.

## Carriera
La carriera di Kelly Hunter inizia nei tornei scolastici, giocando per la Papillion-La Vista HS. Dopo il diploma entra a par parte della squadra di pallavolo femminile della Nebraska, impegnata in NCAA Division I, dal 2013 al 2017, saltando il torneo nel 2014: con le Cornhuskers raggiunge tre Final 4 e si aggiudica due titoli nazionali, venendo insignita di numerosi riconoscimenti individuali, tra i quale quello di Most Outstanding Player del secondo titolo vinto.
Nella stagione 2018-19 firma il suo primo contratto professionistico nella Sultanlar Ligi turca, giocando per il Beylikdüzü Vİ. Dopo due annate di inattività, nel 2021 torna in campo per disputare la prima edizione dell'Athletes Unlimited.

## Palmarès

### Club
- NCAA Division I: 2

2015, 2017

### Premi individuali
- 2015 - NCAA Division I: Lexington Regional All-Tournament Team
- 2015 - NCAA Division I: Omaha National All-Tournament Team
- 2016 - All-America Second Team
- 2016 - NCAA Division I: Lincoln Regional All-Tournament Team
- 2017 - All-America First Team
- 2017 - NCAA Division I: Lexington Regional All-Tournament Team
- 2017 - NCAA Division I: Kansas City National Most Outstanding Player